# Willi Hoffmeister
Willi Hoffmeister (* 25. März 1933 in Oberbauerschaft; † 3. August 2021 in Dortmund) war ein deutscher Friedensaktivist und Gewerkschafter.

## Leben
Hoffmeister stammte aus dem Kreis Lübbecke. Seine Eltern waren politisch links orientiert, einer seiner Onkel wurde 1934 in einem Konzentrationslager inhaftiert.
Er erlernte ab 1947 den Beruf des Schreiners und lebte seit 1952 in Dortmund. Dort war Hoffmeister zunächst am Hafen tätig, ehe er 1954 als Stahlarbeiter in der Westfalenhütte angestellt wurde. Hier gehörte er ab 1978 dem Betriebsrat an und war dort für den Sozialbereich verantwortlich.
Hoffmeister wurde 1951 Mitglied der FDJ und trat 1954 der KPD bei. Später gehörte er auch der DKP an. Seit Beginn der 1960er Jahre nahm Hoffmeister an den Ostermärschen im Ruhrgebiet teil und wurde später auch Organisator. Außerdem war er Mitglied der IG Metall, der DFG-VK, der VVN-BdA und anderer antifaschistischer Vereinigungen. Des Weiteren sprach sich Hoffmeister für die Umweltbewegung aus.
Vier Tage vor seinem Tod wurde ihm das Bundesverdienstkreuz verliehen.